# 4669 Høder
4669 Høder là một tiểu hành tinh vành đai chính với chu kỳ quỹ đạo là 1190.9707742 ngày (3.26 năm).
Nó được phát hiện ngày 27 tháng 10 năm 1987.